# Шептицький район
Шептицький район (до 2024 року — Червоноградський район) — район у Львівській області України. Адміністративний центр — місто Шептицький.

## Історія
Утворений 17 липня 2020 року в рамках адміністративно-територіальної реформи. До складу району увійшли:
- Радехівський район,
- Сокальський район,
- частина Кам'янко-Бузького району (Добротвірська селищна громада),
- частина Жовківського району (північно-східні території: Боянецька та Купичвільська сільські ради),
- місто обласного значення Шептицький з підпорядкованим смт Гірник.

## Адміністративний устрій
До складу району входять 7 територіальних громад, з яких 5 міських і 2 селищні.
- Міські:
  - Белзька
  - Великомостівська
  - Радехівська
  - Сокальська
  - Червоноградська

- Селищні:
  - Добротвірська
  - Лопатинська